# L'Île-Saint-Denis
L’Île-Saint-Denis es una comuna francesa situada en el departamento de Sena-San Denis, en la región de Isla de Francia. Tiene una población estimada, a inicios de 2019, de 8288 habitantes.
Forma parte de la Metrópolis del Gran París.
El territorio de la comuna está conformado por la isla fluvial de Saint-Denis, por lo que todo el municipio está rodeado por el Sena y unido por puentes a otras localidades.

## Demografía
| 385 | 224 | 3 892 | 208 | 249 | 243 | 323 | 363 | 547 | 790 | 1 072 | 1 249 | 1 350 | 1 730 | 1 656 | 2 268 | 2 333 | 2 874 | 3 340 | 3 117 | 3 460 | 3 731 | 3 606 | 3 366 | 3 058 | 3 262 | 3 946 | 5 522 | 7 004 | 7 435 | 7 413 | 6 810 | 7 083 | 8 288 |
| Para los censos de 1962 a 1999 la población legal corresponde a la población sin duplicidades (Fuente: INSEE [Consultar]) |     |       |     |     |     |     |     |     |     |       |       |       |       |       |       |       |       |       |       |       |       |       |       |       |       |       |       |       |       |       |       |       |       |

## Economía
En la comuna se encuentra Marques Avenues, uno de los cinco centros comerciales outlet del área metropolitana de París.